# Zemský okres Ilm
Zemský okres Ilm (německy Ilm-Kreis) je zemský okres v německé spolkové zemi Durynsko. Sídlem správy zemského okresu je město Arnstadt. Má přibližně 110 tisíc obyvatel. 

## Města a obce
| Města: 1. Arnstadt 2. Großbreitenbach 3. Ilmenau 4. Stadtilm 5. Plaue | Obce: 1. Alkersleben 2. Amt Wachsenburg 3. Bösleben-Wüllersleben 4. Dornheim 5. Elgersburg 6. Elleben 7. Elxleben 8. Geratal 9. Martinroda 10. Osthausen-Wülfershausen 11. Witzleben |